# Sophronica binigrovittipennis
Sophronica binigrovittipennis là một loài bọ cánh cứng trong họ Cerambycidae.